# Major John Burrowes Mansion

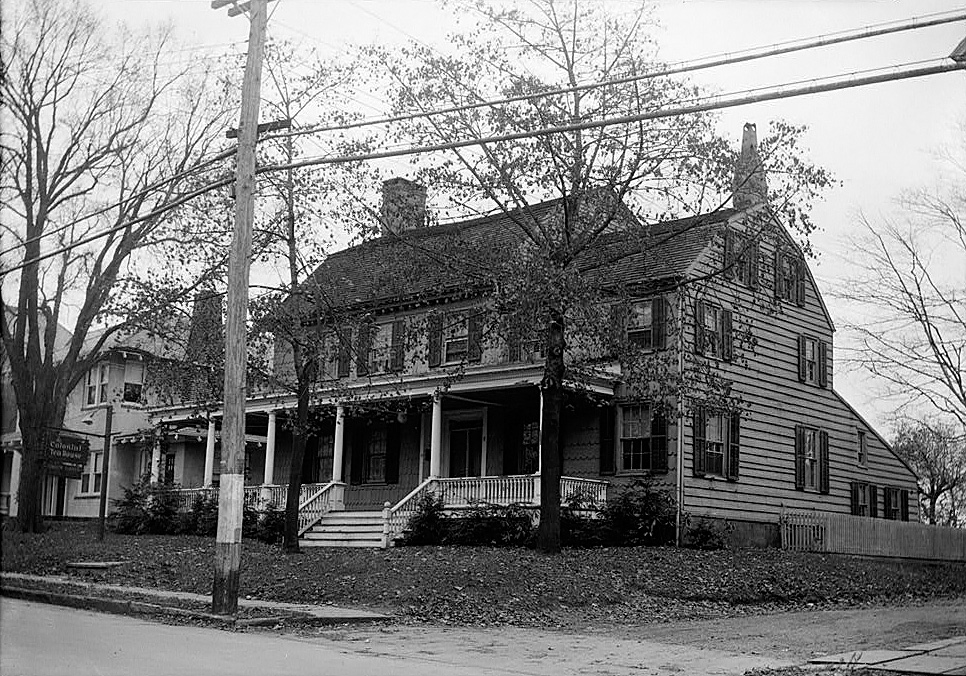
Major John Burrowes Mansion (1935)

Die Major John Burrowes Mansion (auch als Enchanted Castle bezeichnet) ist ein historisches Herrenhaus in Matawan, im Monmouth County im US-Bundesstaat New Jersey, in den Vereinigten Staaten. Das 1732 errichtete Anwesen befindet sich an der Main Street auf Nummer 94, und ist heute in Privatbesitz.
Die Wände sind holzverschalt und das Dach ist mit Bitumen-Schindeln verarbeitet. Weitere Baustoffe sind Backstein und Holz.
Die Major John Burrowes Mansion wurde am 29. September 1972 vom National Register of Historic Places mit der Nummer 72000803 als Denkmal historischer Relevanz aufgenommen. Das Herrenhaus beherbergt heute ein privates Museum.